# Zonació (mineralogia)

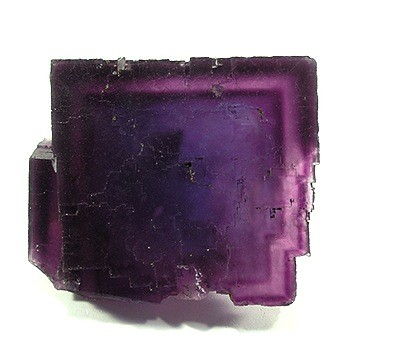
Zonació concèntrica en un cristall de fluorita (vegeu les diferències en les tonalitats de lila).

En mineralogia, la zonació és una textura desenvolupada en solucions sòlides de minerals i caracteritzada òpticament pels canvis en el color o en l'angle d'extinció del mineral des del nucli fins a l'exterior. Aquesta zonació òptica és un reflex de la zonació química en el mineral. Per exemple, una plagioclasa pot ser zonada des d'un nucli ric en calci a un ric en sodi. La zonació resulta de la capacitat del mineral per mantenir l'equilibri químic amb el magma durant un refredament ràpid; la zonació representa una imatge congelada de les reaccions contínues d'aquest mineral.
La zonació pot ser de tres tipus:
- Zonació normal, on el mineral es zonat degut a la formació del nucli a alta temperatura i la formació de l'exterior a baixa temperatura.
- Zonació inversa, on el mineral es zonat degut a la formació del nucli a baixa temperatura i la formació de l'exterior a alta temperatura, a l'inrevés que la normal.
- Zonació oscil·latòria, on la química del mineral oscil·la contínuament entre composicions d'alta i de baixa temperatura que van des del nucli fins a l'exterior.

Els dos primers tipus de zonacions s'apliquen principalment als feldespats plagioclasa.